# 그녀의 13월
《그녀의 13월》은 대한민국의 독립 영화이다.

## 줄거리
서로 조건이 없는 순수한 사랑의 이야기를 담은 독립 영화이다.

## 캐스팅
- 강세정 : 이여경 역
- 임채홍 : 김우철 역
- 김승수 : 한성진 역
- 김미경 : 여경 모 역
- 전성환 : 우철 부 역